# Вестфејлија (Ајова)
Вестфејлија (енгл. Westphalia) град је у америчкој савезној држави Ајова. По попису становништва из 2010. у њему је живело 127 становника.

## Демографија
Према попису становништва из 2010. у граду је живело 127 становника, што је -33 (-20.6%) становника више него 2000. године.
| Група             | 2000.        | 2010.       |
| Белци             | 160 (100.0%) | 122 (96,1%) |
| Афроамериканци    | 0 (0,0%)     | 0 (0,0%)    |
| Азијати           | 0 (0,0%)     | 0 (0,0%)    |
| Хиспаноамериканци | 0 (0,0%)     | 5 (3,9%)    |
| Укупно            | 160          | 127         |